# Гаечный ключ

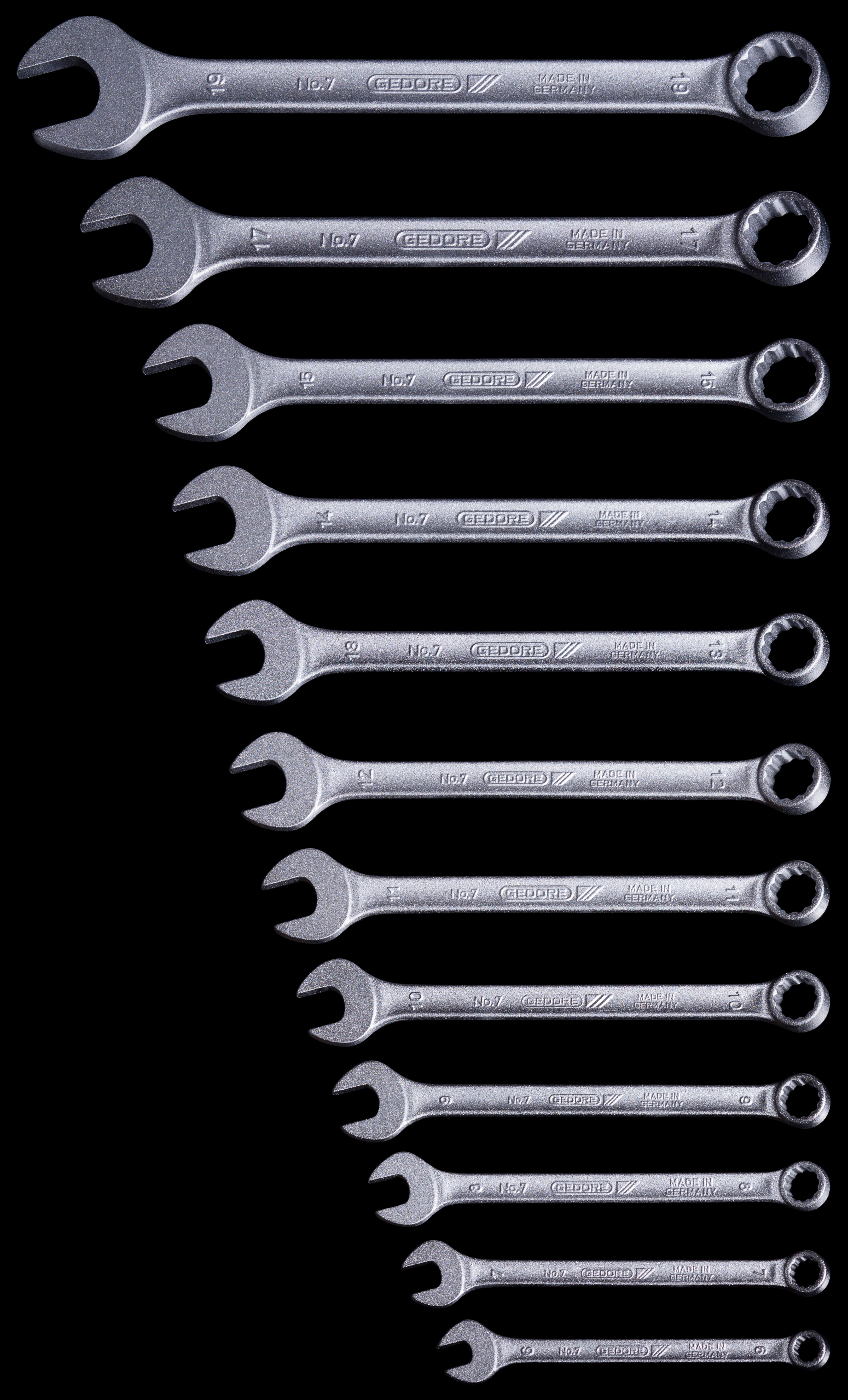
Набор метрических гаечных ключей, открытых с одного конца и коробчатых/кольцевых с другого. Такие ключи обычно называют «комбинированными»

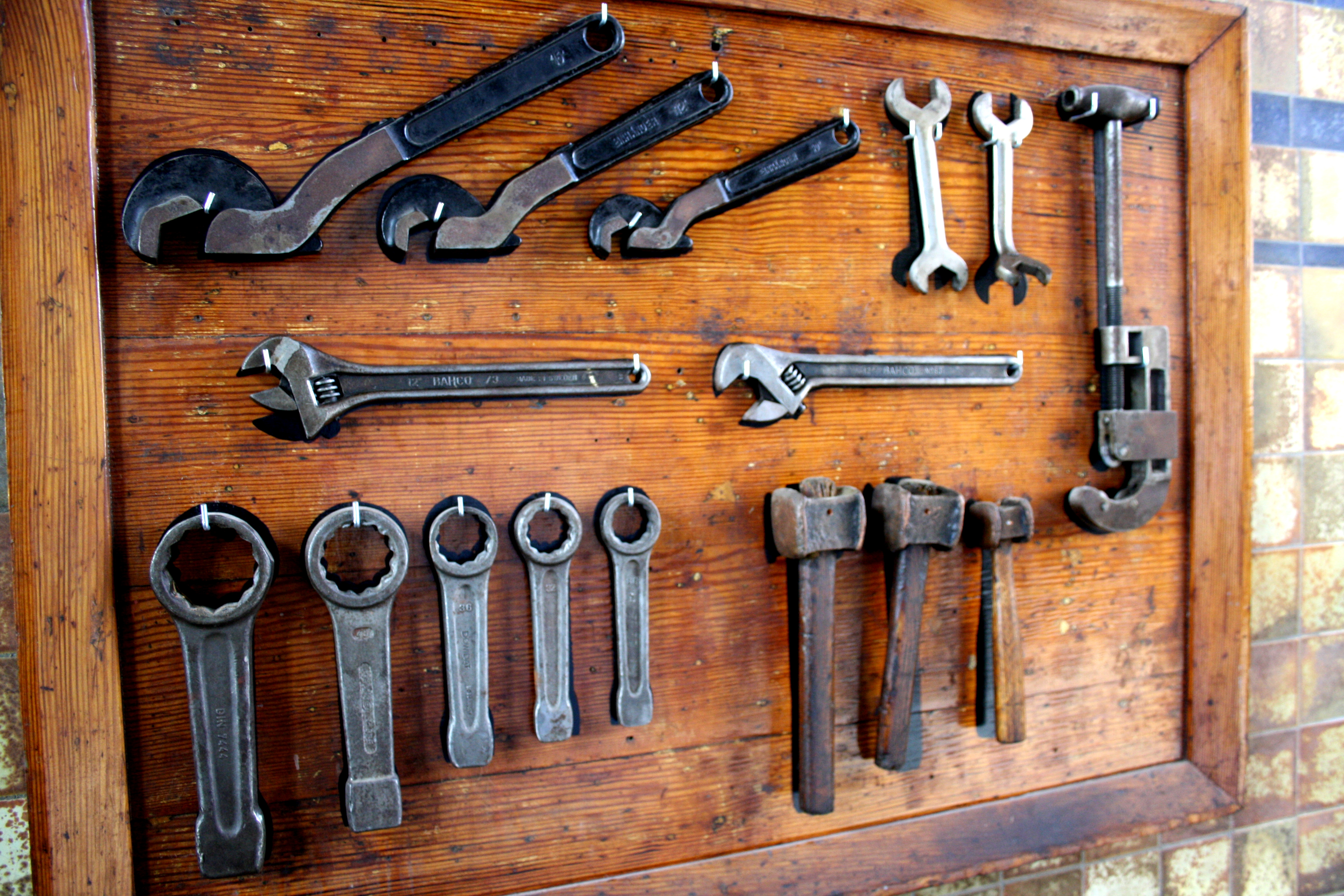
стенд для ключей

Га́ечный ключ — инструмент для соединения (рассоединения) резьбового соединения путём закручивания (раскручивания) болтов, гаек и других деталей. Ключи разделяются на две группы: охватывающие и охватываемые. Размер зева (отверстия) стандартизирован и измеряется в миллиметрах (метрические), либо долях дюйма (дюймовые). Фраза «ключ на 14» означает, что размер зева равен 14 миллиметрам.

## История изобретения
Первые упоминания о гаечном ключе в Европе встречаются в XV веке. Однако широкое распространение гаечные ключи получили только в XIX веке. Одной из первых на производстве гаечных ключей специализировалась фирма Mauser. Сейчас невозможно определить авторство изобретения гаечного ключа. В XIX—XX веках зарегистрировано множество патентов на разные модели ключей. Самые первые модели разводных ключей с переставляемыми губками были изобретены Эдвином Бердом Баддингом (англ. Edwin Beard Budding), а модель раздвижного ключа (так называемый «французский») изобрёл и запатентовал Ле Руа-Трибо в 1837. Юхан Петтер Юхансон в 1892 модифицировал разводной ключ, добавив в конструкцию червяк, такой ключ долгое время назывался «шведским». Он же изобрёл и трубный ключ.
Поскольку существовало большое количество конструкций и патентов на разные типы ключей, никакой классификации изначально не придерживались. Только в конце XIX — начале XX веков окончательно наметилось разделение стандартов ключей на метрическую и дюймовую системы.

## Сфера применения
Несмотря на простоту конструкции, гаечный ключ применяется практически во всех областях техники для сборки механизмов различных уровней сложности. Некоторые типы ключей применяются даже на Международной космической станции.
Наиболее распространённым типом гаечного ключа является обычный двухрожковый ключ. Большинство ключей в настоящее время изготавливаются из специальной инструментальной стали, содержащей хром и ванадий (обозначается Cr-V или CrV).

## Типы гаечных ключей

### Монолитные

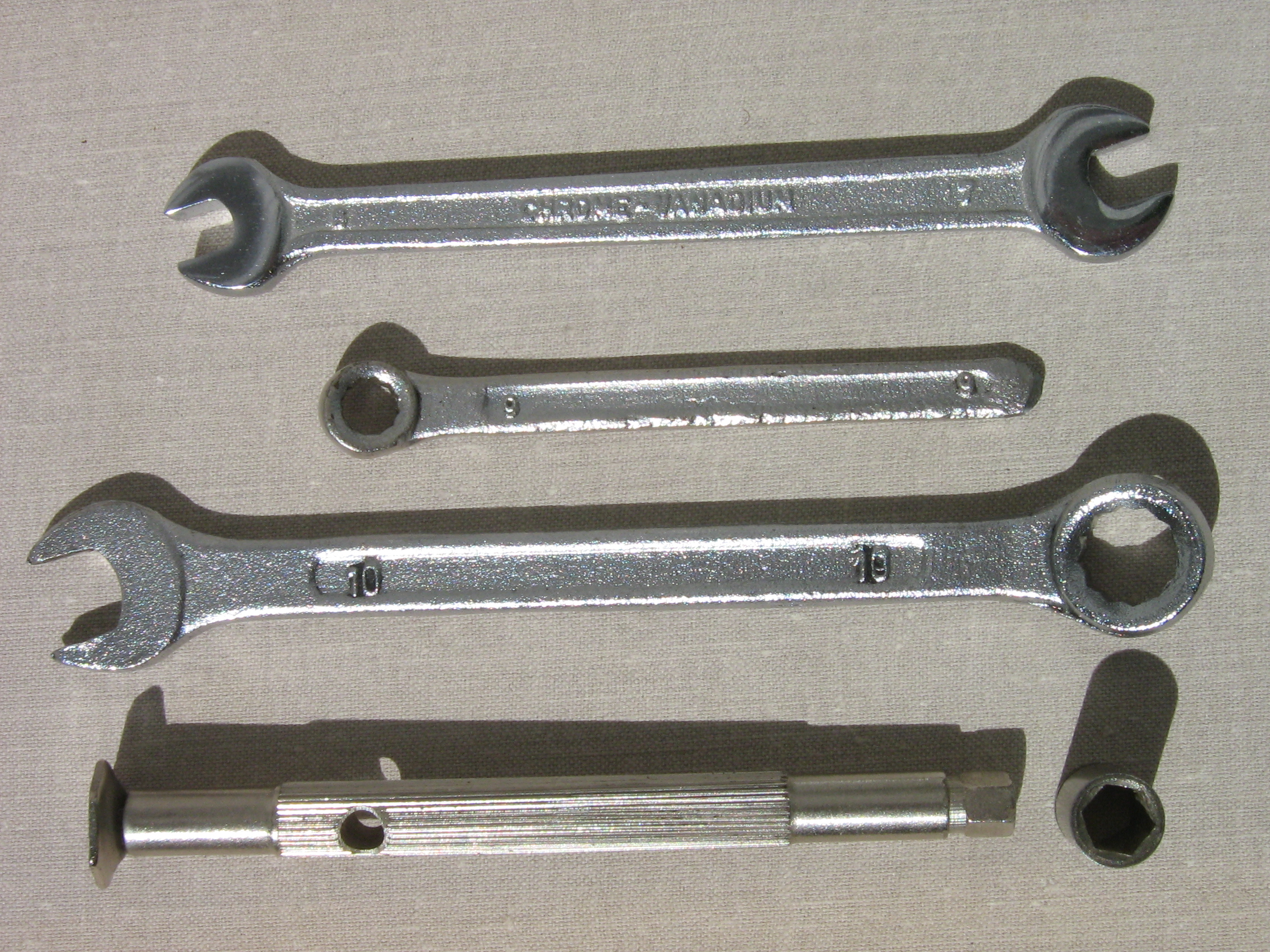
Рожковый, накидной, комбинированный, торцевой ключи

- Рожковый — ключ, рабочий профиль которого охватывает крепёжную деталь с двух или трёх сторон. Имеет U-образную форму. Зачастую рожковые ключи двусторонние, с близкими по размеру рабочими областями. Рабочая область ключа повёрнута под углом 15° к продольной оси инструмента[2], что обеспечивает больший рабочий диапазон в труднодоступных местах.
- Кольцевой (накидной) — рабочий профиль которых охватывает крепёжную деталь со всех сторон, повторяя профиль детали. Такой тип ключей, в основном, тоже двусторонний. Также применяются кольцевые ключи с храповиком (трещоткой), позволяющим откручивать (закручивать) гайку (болт), не переставляя ключа.
- Комбинированный — на одном конце тела расположен рожковый ключ, на другом — накидной. Оба имеют одинаковый размер.
- Торцевой — ключ, предназначенный для закручивания деталей, расположенных в труднодоступных или специфических местах, когда применение других типов ключей невозможно, например, в углублениях. Широко применяется для крепления колёс автомобилей. Как и накидные, бывают с храповиком.

### Разводные

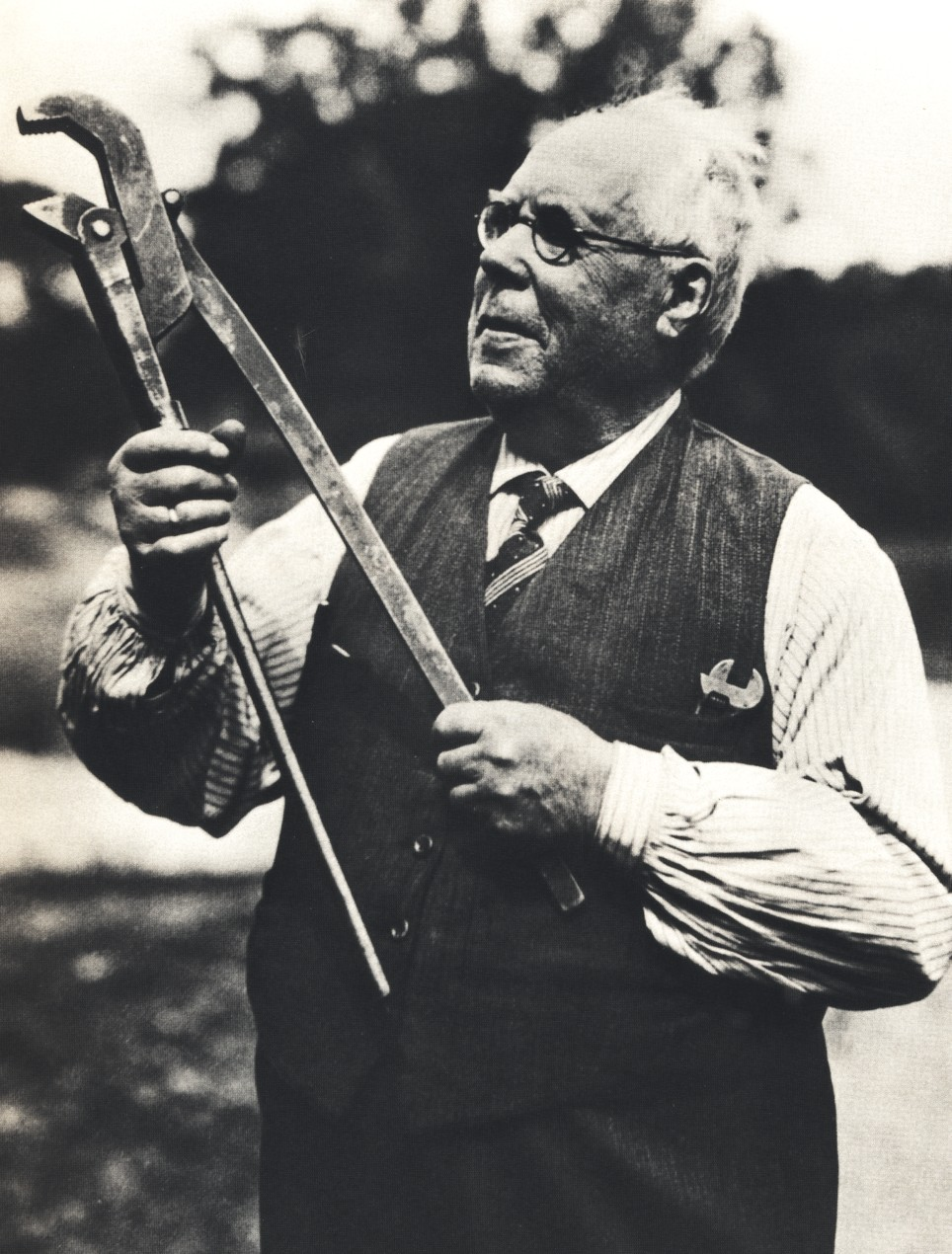
Юхан Юханссон и два его самых знаменитых изобретения: в руках трубный ключ, в кармане разводной ключ «шведского типа»

- Разводной («шведский ключ») — разновидность рожкового ключа, у которого просвет губок (размер ключа) может плавно изменяться в широких пределах. Под разводным обычно понимается ключ, у которого одна из губок приводится в движение червяком — самая используемая ныне разновидность разводного ключа.
- Трубный (трубный рычажный, газовый) — является разновидностью разводного ключа; позволяет зажимать охватываемую деталь (в том числе круглые муфты, гайки и трубы) при помощи рычага. При этом при правильном захвате чем больше усилие вращения, тем сильнее захват детали ключом.
- Переставной ключ[англ.] — часто применяемый водопроводчиками для захвата труб небольшого диаметра.
- Французский ключ (монки)[англ.] — популярная в XIX и первой половине XX века разновидность разводного ключа.
- Ключ Стиллсона[англ.] — разновидность трубного ключа, распространённая во многих странах.

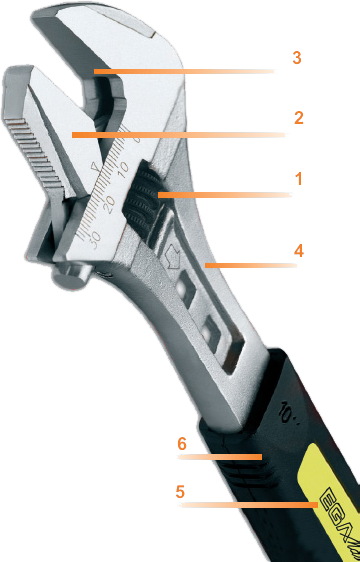
Разводной ключ «шведского типа» со шкалой
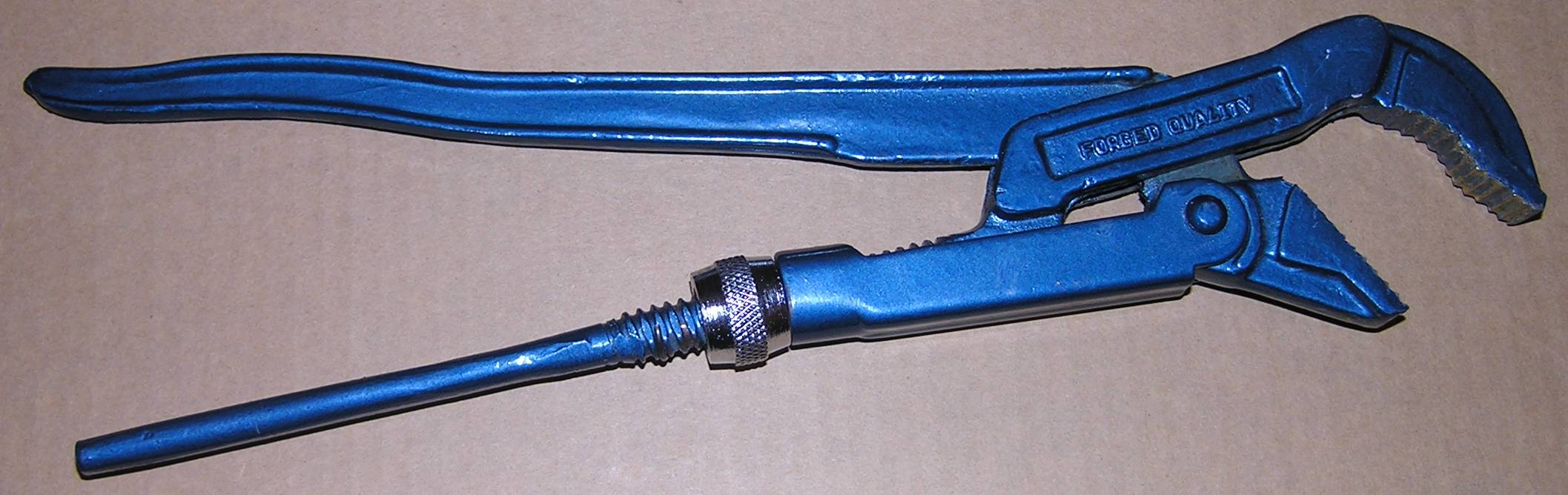
Трубный (газовый) ключ
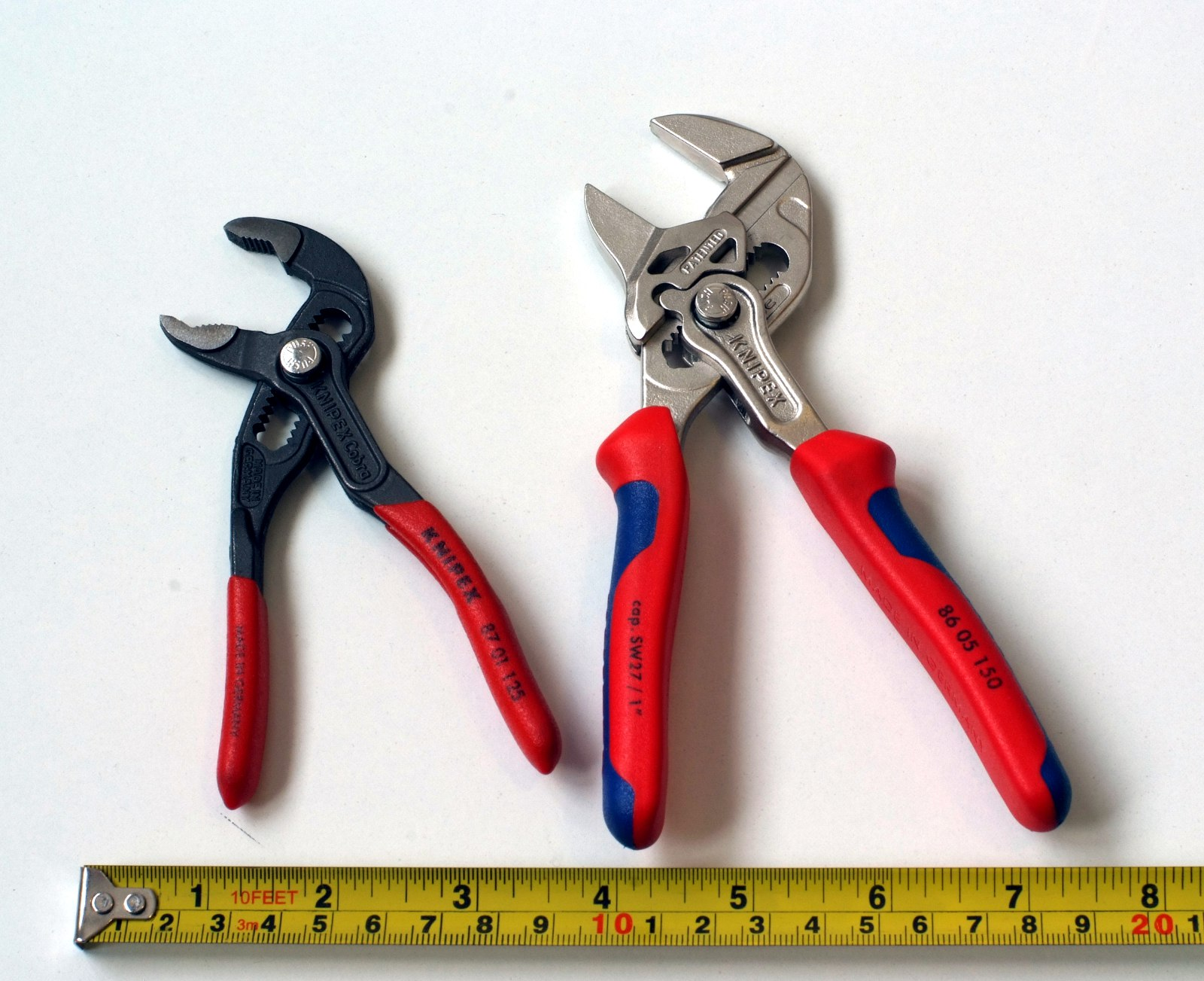
Переставной ключ
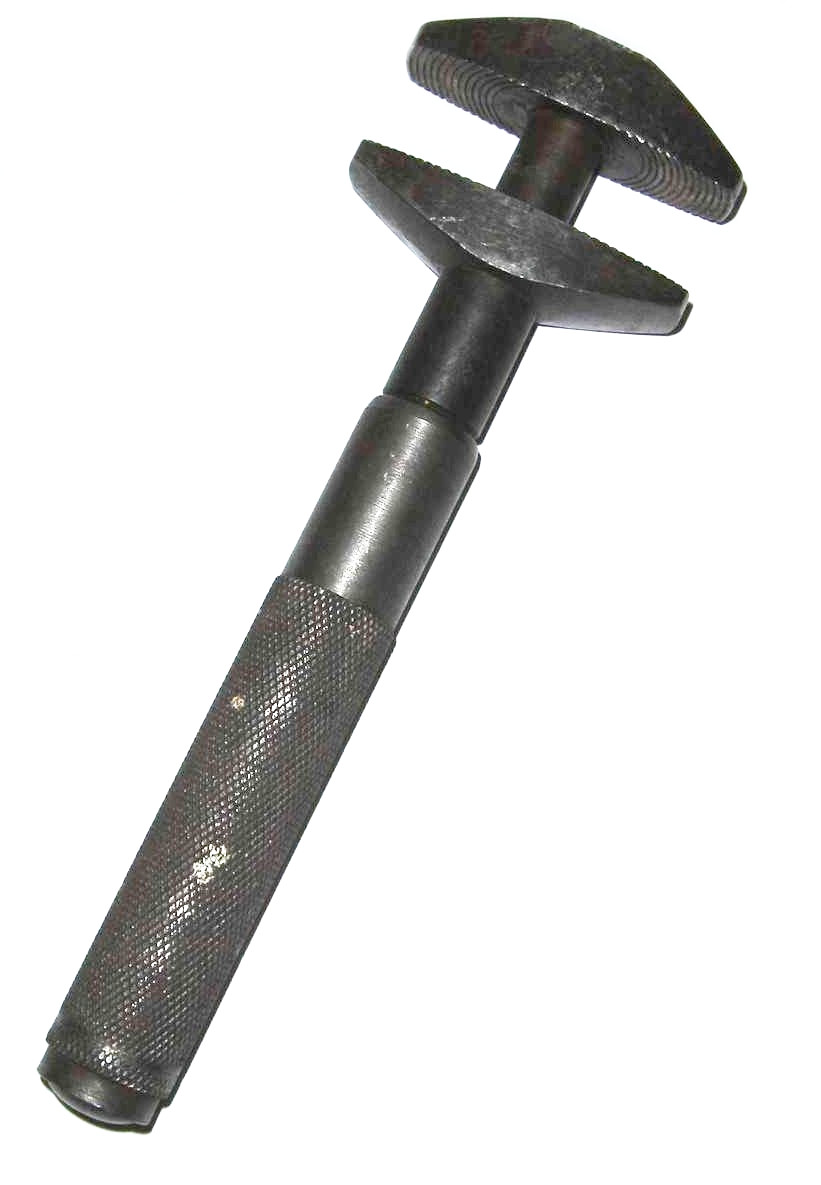
Французский ключ
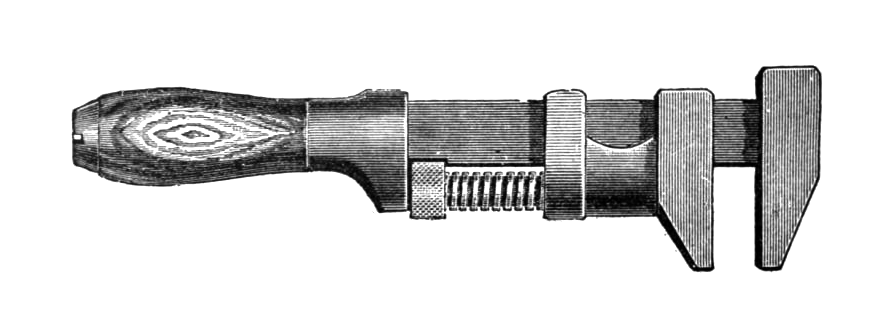
Ключ типа Монки
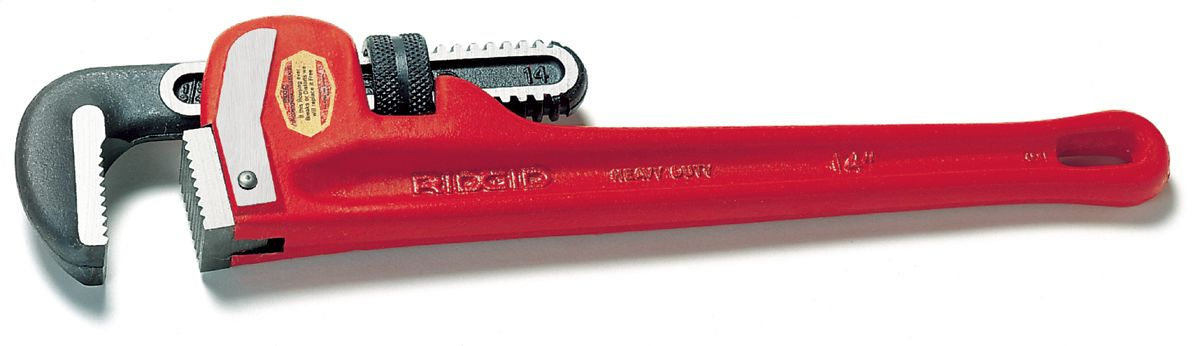
Ключ Стиллсона

### Составные

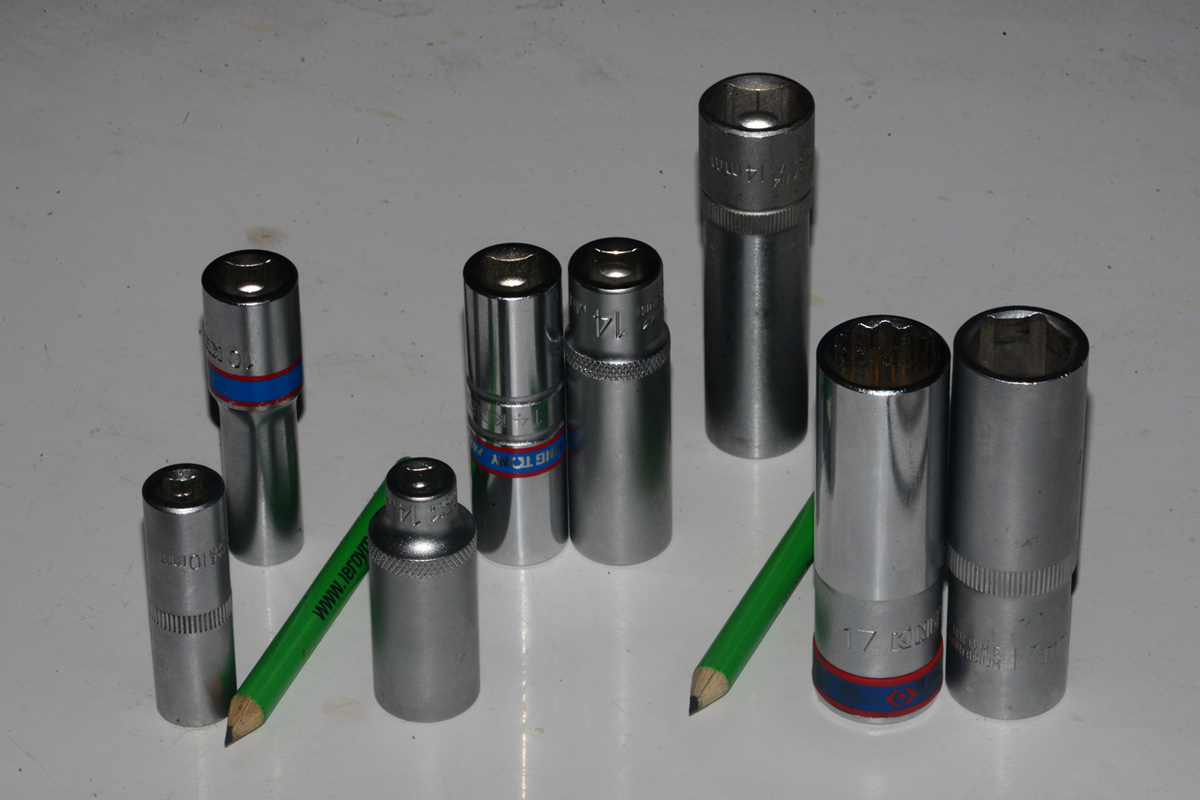
Удлинённые (глубокие) торцевые головки: на 10 мм под вороток 1/4" и 3/8"; на 14 мм под 1/4", 3/8" (12-гранная King Tony и 6-гранная Дело техники) и 1/2"; на 17 мм под 1/2" (12-гранная и 6-гранная)

- Гнездовые (торцовые головки): состоят из полого гнезда (торцовой головки), которые используются для откручивания/закручивания гаек болтов различных размеров, насадок торцевого типа и дополнительных приспособлений для работы с ключом — коротких и длинных рукояток, рукояток с карданным валом.

Ручка к гнездовым ключам может быть:
- шарнирной;
- с храповым механизмом (трещоткой), такая ручка позволяет работать с деталью, не переставляя ключ;
- изогнутой;
- с отвёрточной рукояткой.

Посадочным местом под головку на ручке может быть:
- квадрат с подпружиненным шариком:
  - размером 1/4" (6,35 мм)
  - размером 3/8" (9,525 мм)
  - размером 1/2" (12,7 мм)
  - размером 3/4" (19,05 мм)
  - размером 1" (25,4 мм)
- шестигранное гнездо с магнитным или пружинным держателем — в этом случае головки называются битами.

Гнездовые ключи поставляются с набором насадок и определённым набором ручек.
- Гнездовой, типа «вороньи лапки» (Crowfoot): ключ той же конструкции, что и обычный гнездовой, но профиль губок отличается от стандартного. Используются в случае ограниченного пространства при работе с деталями.
- Гнущийся (типа Saltus): торцевой двусторонний ключ без сменных насадок с шарниром посередине.

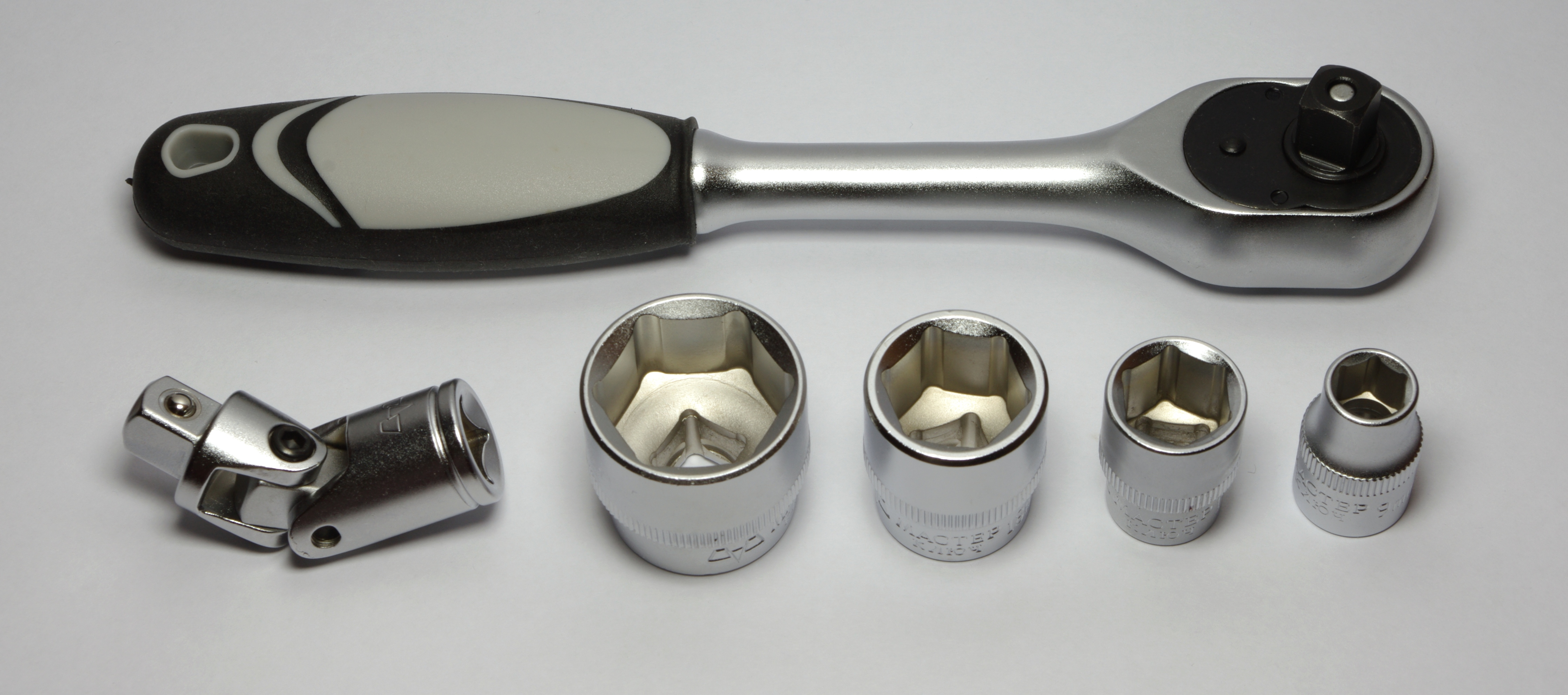
Гнездовой ключ: ручка с трещоткой, карданный адаптер, насадки
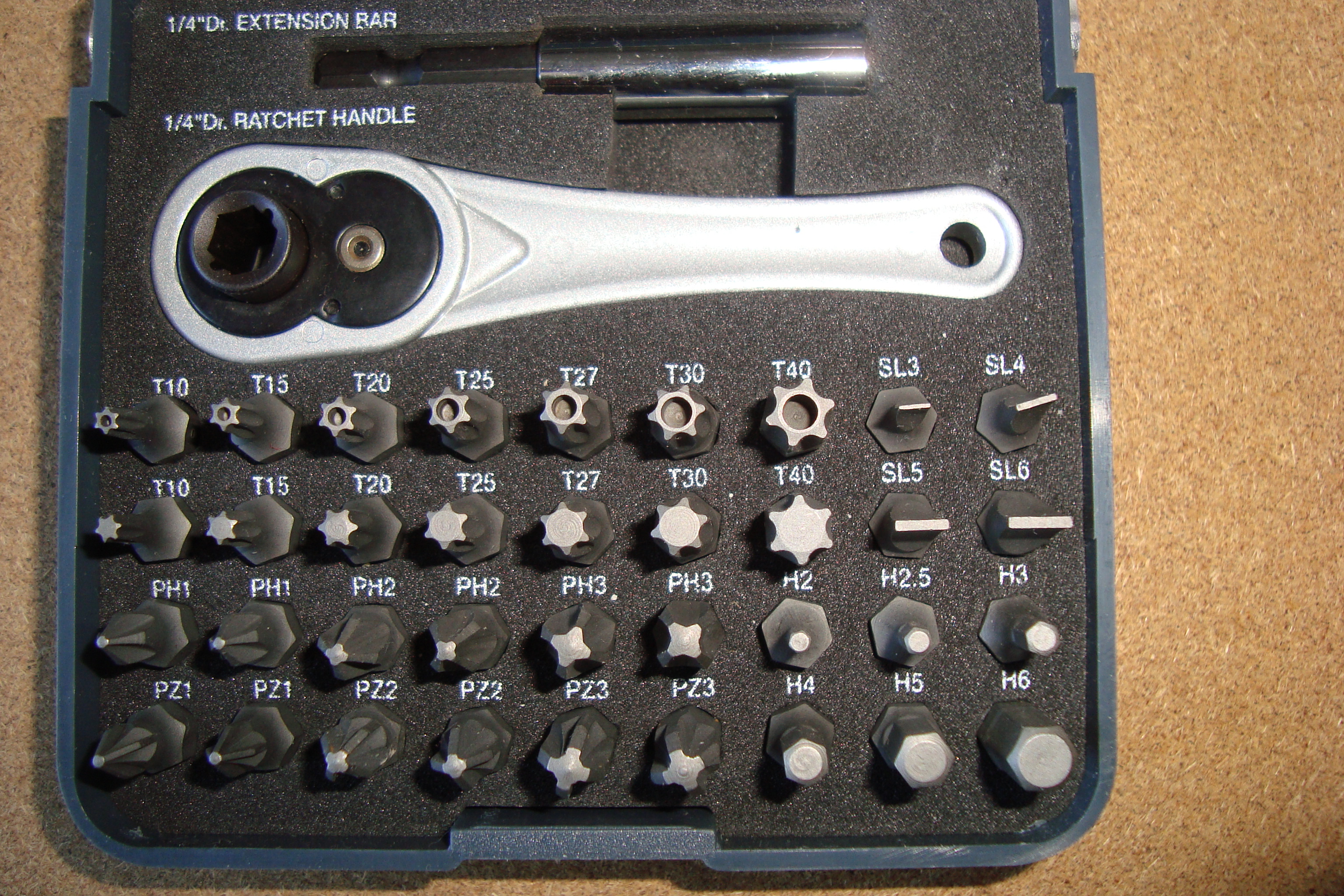
Простой набор инструментальных бит, с удлинителем 1 1/4" и ручной «трещоткой»

### Со специфическим профилем

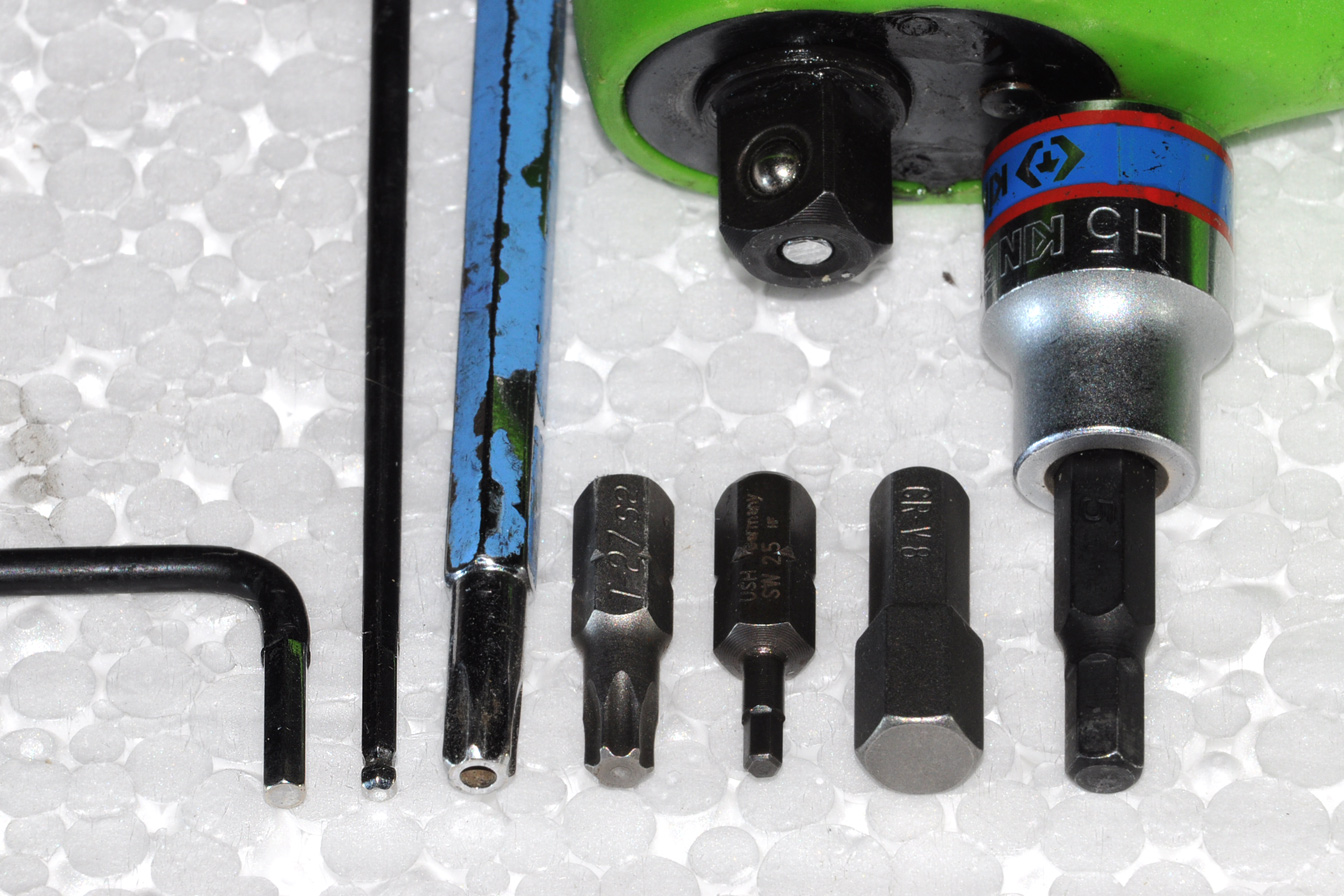
Ключи: угловой H5, шаровый H3, торцевой T30 Brigadier; биты: T27 Wilton, H2.5 USH, H8 Dexter; головка H5 на 3/8" King Tony, вверху трещотка 3/8"

- Шестигранный (ключ Аллена, INBUS, обозначается Hx, напр. — H7): Г-образный ключ, изготовленный из шестигранной заготовки различных размеров. Название «инбусовый» (INBUS’овый) является жаргонизмом от кальки с немецкого INBUS (нем. Innensechskantschraube Bauer und Schaurte, что на русский язык переводится как «винт с внутренним шестигранником Bauer & Schaurte»). Профессиональный ключ — качественно изготовленный, со специальной обработкой рабочей части (некачественные ключи часто сминаются и вследствие этого становятся непригодны). Стороны ключа имеют разную длину и форму наконечника с разных сторон: меньшая сторона имеет гладкий срез и за счёт большей длины другой стороны позволяет в таком случае использовать ключ как рычаг; бо́льшая сторона заканчивается специальной проточкой и позволяет использовать ключ, установленный в шлиц болта, не под прямым углом а с некоторым отступлением от вертикали — это позволяет выкрутить (закрутить) болт из трудно расположенной позиции.
- Звездообразный (Torx), обозначается Tx, напр. — T15 — сходный с шестигранным тип ключа, профиль в виде шестиконечной звезды. Часто применяется в компьютерном и велосипедном оборудовании, бытовой технике.
- Бристольский (Bristol): как и шестигранный, предназначен для работы с деталями с утопленными гнёздами. Отличается формой профиля — с шестью или более квадратными зубьями. Применяется для работы с хрупкими и непрочными материалами.
- Ременные и цепные: самозатягивающиеся ключи с цепью или ремнём из кожи или резины. Применяется для плавного вращения крупных цилиндрических деталей, к примеру, масляных фильтров двигателей внутреннего сгорания.

### Специальные
- Вороток:
  - Двуручный ключ, предназначенный для крепления метчиков при резьбонарезании.
  - Ключ, предназначенный для поворота какой-либо детали (например, для закручивания патрона на станке).
- Плашкодержатель: двуручный ключ, предназначенный для крепления плашек при резьбонарезании.
- Шпиндельные: позволяющие затянуть шпиндель сверильной машины (дрели). Также шпиндельным является двуглавый стокс, для затяжки гайки шпинделя углошлифовальной машины (болгарки). Раньше подобные ключи применялись для сборки/разборки рабочего конуса сепаратора молока на сливки и обрат.
- Динамометрический (тарировочный (тарированный) ключ): — ключ с регулируемым и измеряемым крутящим моментом, применяется в случаях, требующих точного момента затяжки, также как измерительный инструмент в метрологии.
- Баночный: предназначен для открывания больших банок, цилиндрических канистр, цистерн.
- Ушковый: применяется для работы с болтами нестандартной формы, часто применяется для предотвращения краж автомобильных колес.
- Настроечный: используется настройщиками для регулирования натяжения струн музыкальных инструментов при помощи колков.
- Шлицевой: наружный либо внутренний, имеет более, чем 12 граней.
- Кареточный: для отворачивания «кареточных» круглых гаек с прорезями с торцевой части либо отверстиями.
- Игольчатый: торцовая головка без граней, внутренняя полость которой заполнена подпружиненными игольчатыми стержнями. При надевании на болт (гайку) упирающиеся в болт (гайку) иглы утапливаются, а остальные плотно его (её) охватывают, позволяя открутить (закрутить) нестандартный болт (гайку).
- Комбинированный регулировочный (контрящий): «ключ в ключе», позволяющий отрегулировать (например, клапанные зазоры в ГРМ ДВС) и законтрить узел, одновременно удерживая регулировочный элемент.
- Спицной: со специальным углублением для колёсных спиц, например, в двухколёсных велосипедах.
- Велосипедные: разнообразное семейство узкоспециализированных ключей для ремонта и техобслуживания велосипедов, включающих так называемые «семейные» универсальные ключи. Это плоские ключи довольно большой площади с выбитыми в нём шестиугольными отверстиями разных размеров, и, как правило, с двумя кареточными ключами-выемками.
- Специальные трёх-, пяти-, семи- и восьмигранные торцевые головки: подобные болты (гайки) применяются в тормозных механизмах устаревших автомобилей иностранного производства. Например: пятигранные болты в тормозных механизмах Subaru Libero (Domingo); трёхгранные: запорные механизмы в железнодорожных вагонах.
- Экстракторы: ключи и приспособления для откручивания болтов с оторванными головками (тела болта), болтов (гаек) с сорванными гранями. Для откручивания болтов (гаек) с сорванными гранями эффективно применяется кольцевой экстрактор. Это рукоятка с кольцом на конце, с резьбовыми отверстиями с боку, куда вкручиваются острия клинышки, которые врезаются в тело сорванной гайки (болта). Фиксируясь таким образом, они позволяют открутить болт (гайку) с сорванными гранями. Для выкручивания тела болта с оторванной головкой применяют «спиралевидный конус». В теле болта предварительно сверлится отверстие, куда вставляется кончик конуса. Спиралевидные канавки «левой резьбы». Прокручиваясь против часовой стрелки на откручивание, канавки врезаются в тело болта, экстрактор-конус ввинчивается в тело болта и в какой-то момент тело болта начинает выкручиваться.

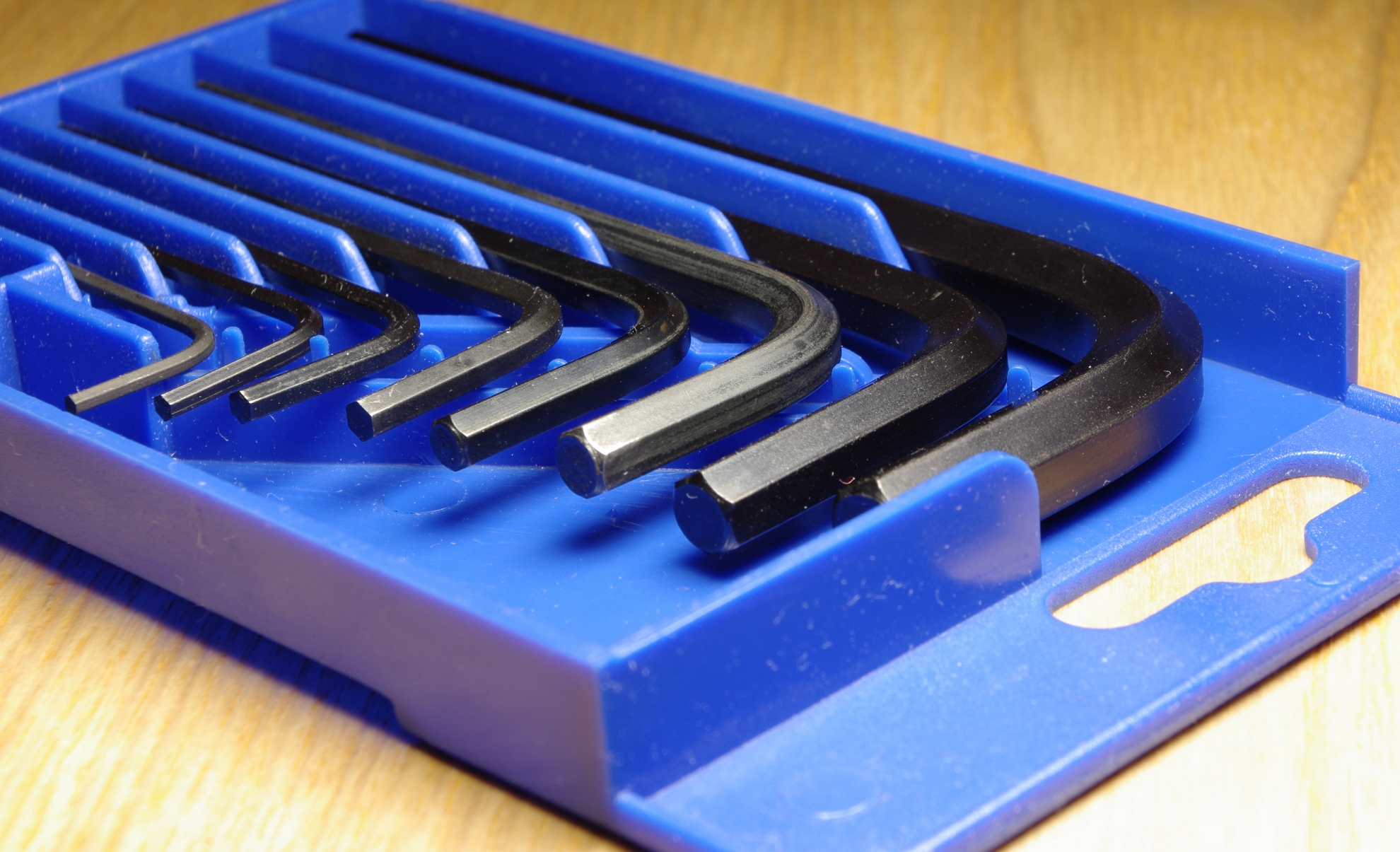
Набор шестигранных ключей для винтов с внутренним шестигранником
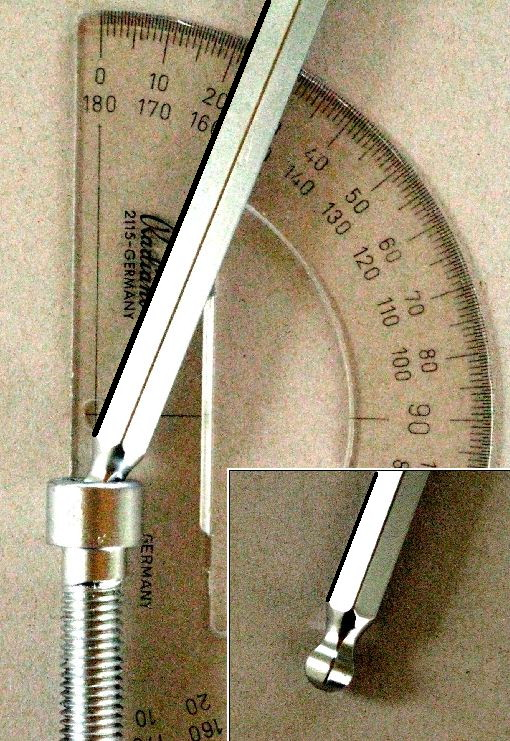
Бо́льшая сторона профессиональных шестигранных ключей заканчивается специальной проточкой
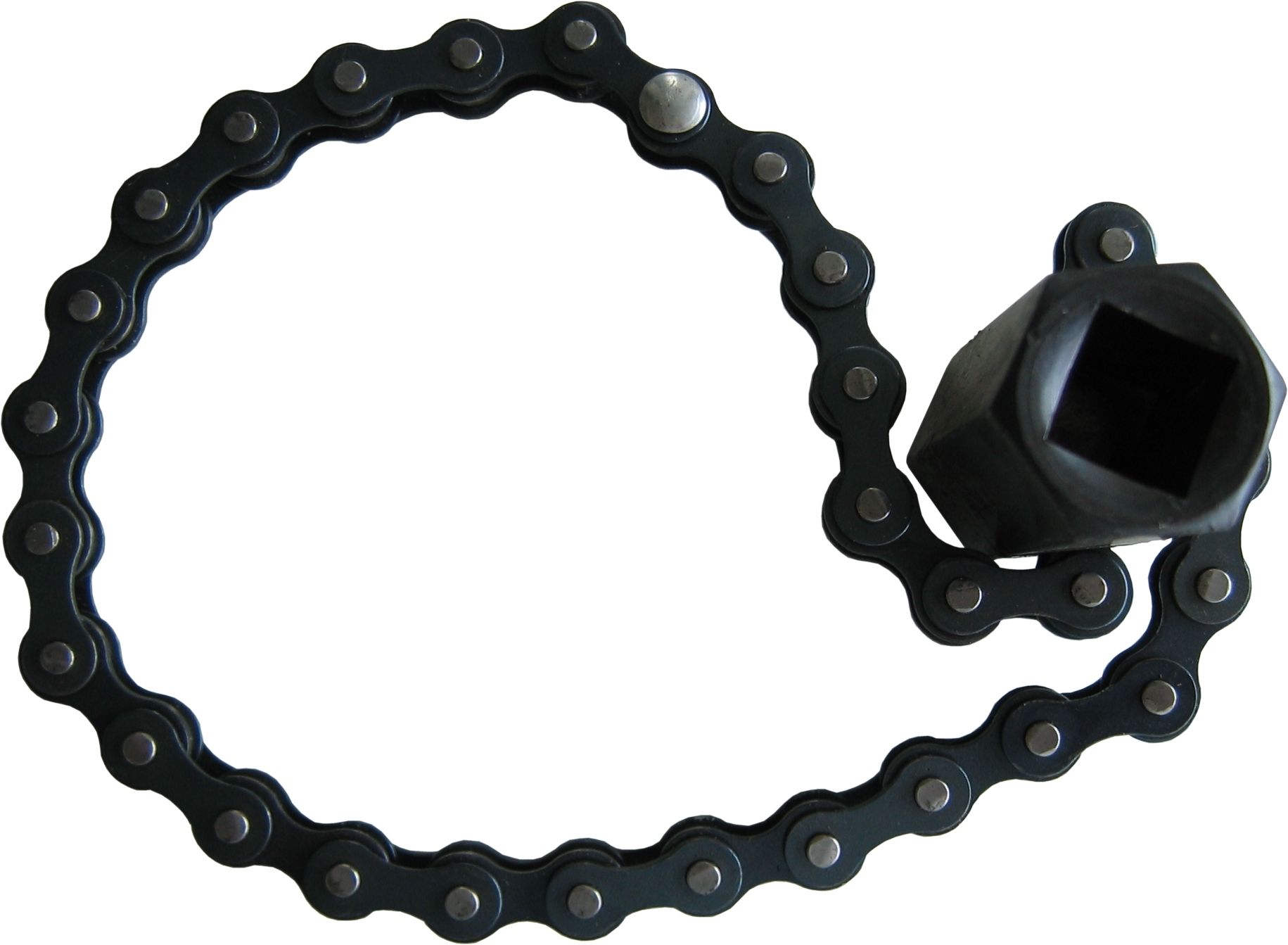
Самозатягивающиеся ключи с цепью
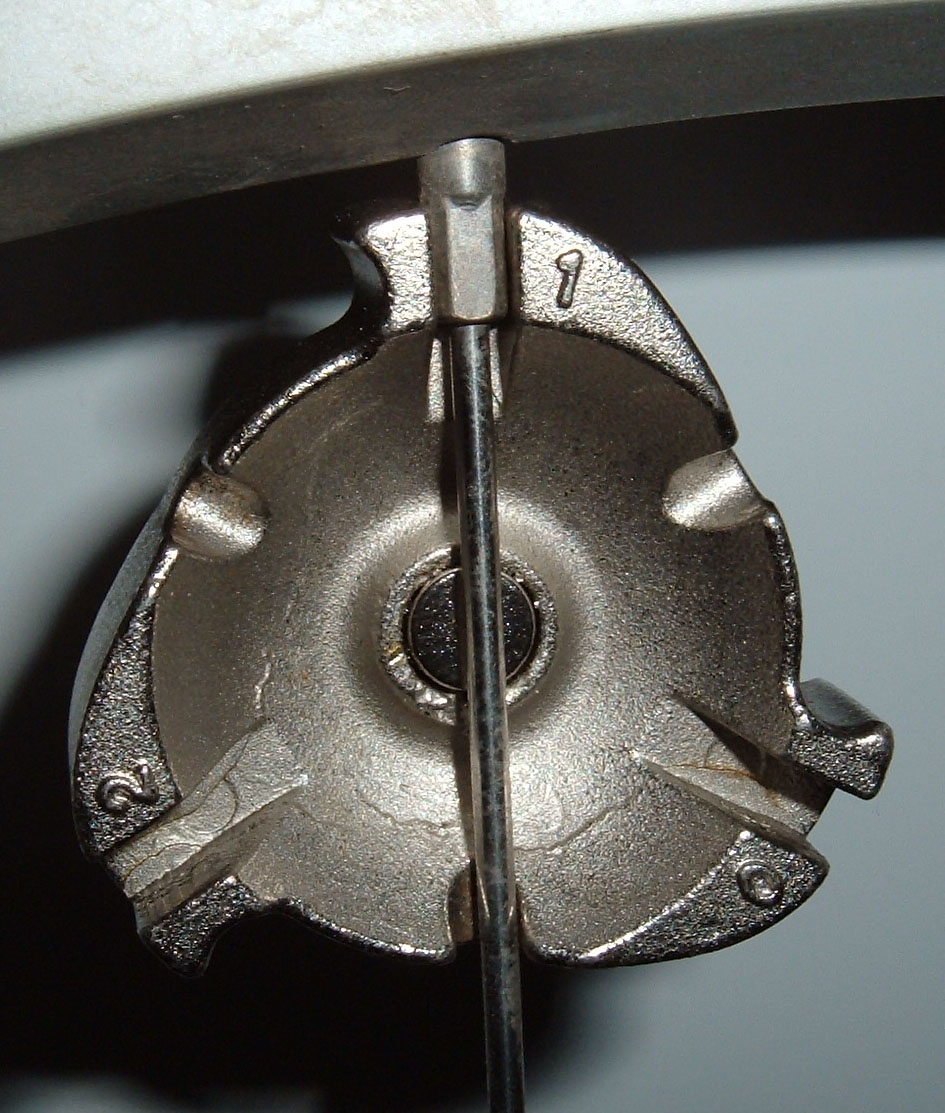
Спицной ключ и спица
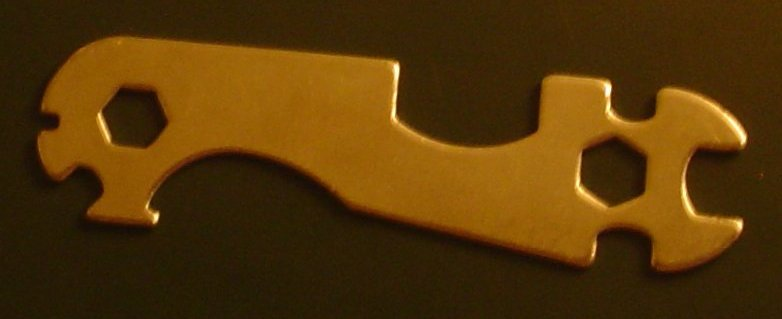
Велосипедный ключ
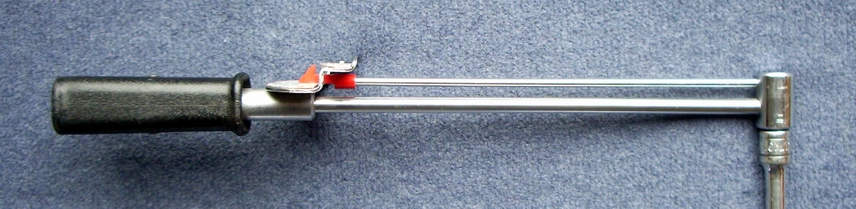
Тарировочный ключ